# (2983) Poltava
(2983) Poltava est un astéroïde de la ceinture principale.

## Description
(2983) Poltava est un astéroïde de la ceinture principale. Il fut découvert le 2 septembre 1981 à Naoutchnyï par Nikolaï Tchernykh. Il présente une orbite caractérisée par un demi-grand axe de 2,85 UA, une excentricité de 0,06 et une inclinaison de 4,3° par rapport à l'écliptique.

## Compléments